# François Robert

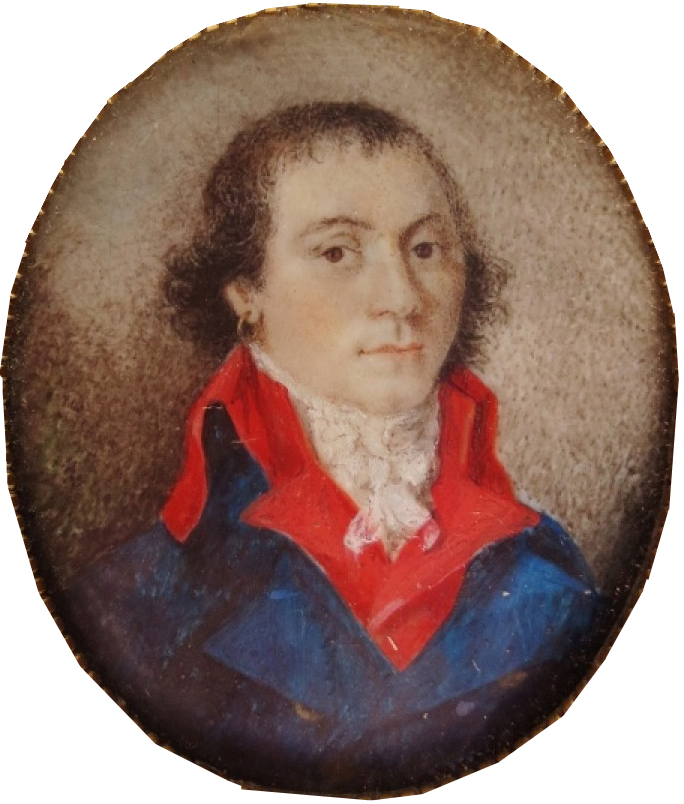
François Robert

Pierre François Joseph Robert (Gimnée - prinsbisdom Luik, 21 januari 1763 - Brussel, 13 april 1826) was een advocaat, publicist en politicus ten tijde van de Franse Revolutie. Hij was een van de eerste pleitbezorgers van een Franse republiek. Hij was betrokken bij de Club des Cordeliers en was secretaris van Georges Danton toen deze minister van justitie was. Van 1792 tot 1795 was hij afgevaardigde in de Nationale Conventie voor het departement Seine; hij was lid van de fractie van de Montagnards.
Na het herstel van de Bourbon-monarchie leefde hij in ballingschap in Brussel, omdat hij als lid van de Conventie voor de executie van Lodewijk XVI had gestemd. Hij was getrouwd met de schrijfster en salonnière Louise de Kéralio.

## Biografie
François Robert was de zoon van Jean-François Robert en Catherine Douhomme. Zijn familie bezat landbouwgrond in het toenmalige Prinsbisdom Luik. Hij studeerde rechten en vestigde zich in 1789 als advocaat in Givet. Daar kreeg hij het bevel over de plaatselijke Nationale Garde. In augustus 1789 vertrok hij naar Parijs, waar hij betrokken raakte bij revolutionaire activiteiten. Tijdens de Franse Revolutie was hij een van de eersten die openlijk pleitte voor het invoeren van de republiek in Frankrijk. In 1790 richtte hij een krant op, Le Mercure national, die de republikeinse gedachte verdedigde. Datzelfde jaar publiceerde hij een vlugschrift, Le Républicanisme adapté à la France. Hij trouwde op 14 mei 1790 met de revolutionaire publiciste en salonnière Louise de Kéralio.
Robert was in juli 1790 een van de oprichters van de Société des Amis des Droits de l'Homme et du Citoyen (Vrienden van de Rechten van de Mens en de Burger), ook bekend als de Cordeliers. Hij was ook lid van de Societé des Amis de la Constitution - de Jakobijnen. In april 1791 werd hij voorzitter van de Club des Cordeliers en door zijn invloed werden vrouwen toegelaten. In mei 1791 probeerde François Robert de vele revolutionaire politieke genootschappen te verenigen in een centraal comité. Hij werd tot voorzitter van dit comité gekozen, maar de jakobijnen weigerden zich aan te sluiten.
In juni 1791 waren Robert en Kéralio betrokken bij het opstellen van een petitie die stelde dat Lodewijk XVI door zijn mislukte poging het land te ontvluchten feitelijk troonsafstand had gedaan. Er werd opgeroepen tot het instellen van een republiek. De ondertekeningsceremonie op het Champ-de-Mars op 17 juli 1791 eindigde in een bloedbad toen de Nationale Garde het vuur opende op de aanwezigen.
Toen Georges Danton in 1792 werd benoemd tot minister van Justitie, werd Robert zijn eerste secretaris. Hij werd op 12 september 1792 verkozen tot afgevaardigde in de Nationale Conventie voor het departement Seine, en was daar lid van de radicale fractie van de Montagnards. In het proces tegen Lodewijk XVI stemde hij voor de dood van de koning.
In de tijd dat hij afgevaardigde was bleef Robert actief als publicist, onder andere in het weekblad Revolutions de Paris. Daarnaast had hij een groothandel in kruidenierswaren. Hij werd door de Girondijn Pierre Victurnien Vergniaud beschuldigd van illegale hamsterpraktijken omdat hij acht vaten rum had ingekocht die hij met winst hoopte door te verkopen. De zaak liep hoog op; Robert moest zich voor een tribunaal verdedigen en kreeg in de kranten de bijnaam "Robert-Rhum".
Op 18 februari 1793 benoemde de Nationale Conventie Robert tot commissaris voor het leger in het gebied België en Luik. In september 1793 werd hij ontslagen op verdenking van zelfverrijking. Tussen april en juni 1795 werd hij door de Nationale Conventie weer naar Luik gestuurd om de orde in de stad te herstellen.
Robert verliet na één termijn als afgevaardigde de politiek. Van 1799 tot 1810 woonden Kéralio en Robert op een kasteel in Matagne-la-Petite, een kleine plaats in Wallonië. Vanwege zijn steun voor de executie van de koning was hij in 1814, na het herstel van de Bourbon-monarchie, gedwongen Frankrijk te verlaten en vestigde zich als wijnhandelaar in Brussel. Tijdens de Honderd Dagen (de periode in 1815 vanaf Napoleons ontsnapping van Elba tot zijn nederlaag in de Slag bij Waterloo) was Robert onderprefect van Rocroi.
De dochter van Francois Robert en Louise de Kéralio, Adélaïde Robert, trouwde met de beroemde Belgische musicoloog François-Joseph Fétis. De muziekcriticus en kunsthistoricus Édouard Fétis is hun kleinzoon.